# Musée d'art et d'histoire de Puisaye
Le musée d'art et d'histoire de la Puisaye est un musée municipal situé à Villiers-Saint-Benoît dans le département de l'Yonne, en France.

## Historique
Le musée a été créé à partir des collections rassemblées par Georges Moreau qu'il a d'abord présenté dans un lieu appelé « Le Foyer villérois ».
Sa file et son gendre, l'architecte Paul Huillard (en), installèrent les éléments patrimoniaux du Foyer vilérois dans la maison natale de G. Moreau, et après la Seconde Guerre mondiale, le musée ouvrit ses portes. Agrandi par la suite, les collections se déploient dans plusieurs salles de l'ancienne maison et dans les nouveaux espaces créés.
C'est un musée de France.

## Collections
Dans un espace visuel étudié sont présentés :
- Faïences de la Puisaye et d'autres lieux de production ; important ensemble de faïences françaises de l'époque  révolutionnaire.
- Tableaux : un Portrait de magistrat attribué à  Hyacinthe Rigaud provenant du château de Bontin[2]
- Objets de l'artisanat populaire.
- Sculptures de l'époque médiévale, dont une Vierge à l'Enfant du XIVe siècle[3]

## Animations
Le lieu est notamment valorisé par l'association des amis du Musée d’art et d’histoire.